# 丸刈り

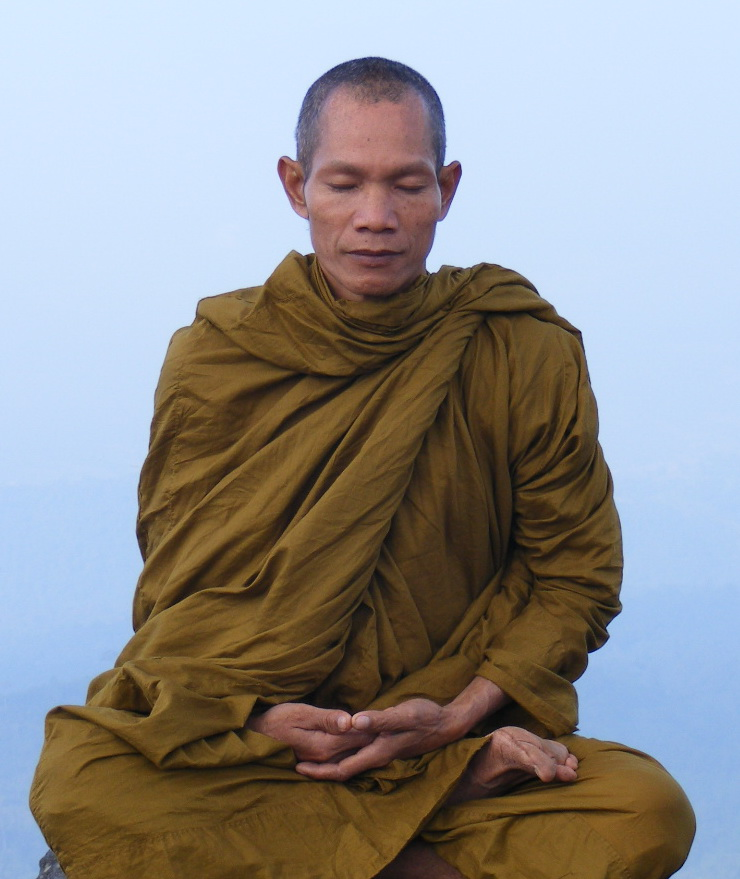
タイの僧侶

丸刈り（まるがり、丸刈）とは、頭髪を全体的に短い長さに刈る髪型。坊主刈り（ぼうずがり）、坊主頭（ぼうずあたま）、丸坊主（まるぼうず）とも言う。

## 概要
古来より、宗教的な慣習、軍隊や学校、刑務所などにおける規律衛生の維持、教育を理由に、構成員に義務として行われる他、刑罰として行なわれることもあった。
軍人の丸刈りは俗世間からの訣別の気構えや規律の維持などの他に、頻繁な入浴が困難な野戦における虱や頭垢の予防といった衛生上の目的、戦闘などで頭部を負傷した場合の手当てのしやすさ、軍帽・略帽や鉄帽着用時の蒸れの緩和といった実際上の利点があり、現代でも自衛隊を含む各国の軍隊で見受けられる。国や時代によっては頭髪全体を均等に丸刈りにするのではなく、アンダーカット（ツーブロック）、スポーツ刈り、クルーカット（GIカット）など頭頂から頭側にかけての髪を残す髪型も軍隊で用いられている。これは無帽の時に頭頂部の髪がないと負傷に繋がるため。
近年では通常のファッションの一環としても行われ、フェードまたはスキンフェードと組み合わせたバズカット(ボウズフェード)も登場した。
また、ネオナチを始めとした政治的意思表示や反社会的立場をアピールするために行われることがある（詳細は「ネオナチ#スキンヘッド」を参照のこと）。

## 歴史
古来より仏教では、己への戒めとして「頭を丸める」ことは悟りの境地へ達する"解脱"への第一歩とされていた。剃髪の由来は釈迦に倣ったもので、古代インドでは頭髪を剃るのは最大の恥辱とされており、重罪を犯した者に対する一種の刑罰であったが、釈迦は自らの解脱のため進んで剃髪し、それに弟子たちも従ったものである。

## 髪型と社会

### 刑罰としての丸刈り
罪人の髪を剃る刑罰は、中国の髠刑や日本の天つ罪に対する禊など広く見られるものであった。
2018年1月9日、インドネシア、アチェ州の宗教警察は、シャリアに違反したとしてパンク・ロックの愛好者31人を拘束。罰として拘束者を丸刈りにしている。 

### 女性に対する丸刈り
女性のみに行われた丸刈りの事例や決まり事は古代から認められ、多くは性的交渉や性の象徴性として髪にまつわる共同体や宗教上の規律やルール違反、不道徳に対する罰や見せしめとして行われていた。
ヨーロッパにおけるものとしては、紀元前1世紀頃のゲルマンでは姦通の罪を犯した妻は、罰として剃髪させられた上で地域共同体から追放された。新約聖書には、礼拝の場で頭髪を被りもので隠すことをしない女性の髪は刈られるべきと記されている。中世では魔女として告発された女性は、頭髪だけでなく全身の体毛を剃られて調査されたという。
その他現在に至るまで、女性の髪を刈ることは女性を辱めることであり、社会的・個人的な暴力として社会に認識されている。
第二次世界大戦初期のドイツでは、ナチスによるユダヤ人迫害の際の男女の別の無い強制収容所における丸刈りの他、ナチスの指導者原理「ドイツ民族の血の純粋性と純粋性保持」の元に、1939年にポーランド人・ユダヤ人をはじめとする戦争捕虜や「下等」と見做した外国人と性的に親しんだドイツ人女性に対して、髪を切り落とすことを暗に推奨した極秘命令が出され、このような目的の行為を「丸刈り(Haarschur)」の他、「烙印押し(Anprangerung)」とも呼んでいたという。行使した側は地域のナチ党員や独善的義憤に駆られた一部民衆で、実際に公衆の面前で辱めの言葉の書かれたプラカードを首から下げさせられ、丸刈りにされている女性の写真も残されているが、多くの民衆やナチ党員の一部は、このような行為を残酷なものとして否定的であり、ときには拒否し、また外国人女性と関係をもったドイツ人男性が処罰されていない不公平さからも反感を持たれ、対外的な批判もあり、1941年夏にピークを迎えたものの、同年には公共の場における「丸刈り」は禁止された。この時期にサンプル的に「丸刈り」の犠牲者とされた女性の中には戦後に告訴し、賠償金を得た事例もある。
同時期、ドイツに占領された第二次世界大戦のフランスにおいても、女性への懲罰的な丸刈りがあった。解放前の1943年にも事例が認められるが、1944年夏の解放の際には、大規模に行われることになった。このとき、占領中の対独協力者に対し、のちに「無法な粛清」と呼ばれる処刑やリンチや略奪の嵐が吹き荒れたが、その中でドイツ占領下の時期にドイツ人兵士と性的交渉したとされる女性（「性的な対独協力）に対しては、公共の場での見せしめとして丸刈りが全国的に行われ、その数は2万人にのぼるという。全国に渡って大規模に同じように丸刈りが行われたことに関しては、命令が下ったわけではないが、丸刈りに触れたラジオ放送があったせいではないかと考える歴史家もいる。丸刈り被害者の女性で、実際にドイツ人と性的関係を持っていた者は半分以下の42%ほどで、あとは別の協力をしていたり、枢軸国出身者であったと調査結果が残っている。髪を刈られたあと、裁判にかけられ処刑されたり、刑に服すことになった女性もおり、これらの女性は、裁判処刑という経過を辿っただけの男性の対独協力者以上の、二重の罰、抑圧的暴力を加えられたといえる。占領中、優位性を示せなかったフランス男性の鬱屈が、弱い立場の女性に向けられ、支配秩序の再構築の糧とされた側面があるとみる論もあり、ドイツにおける丸刈りは予防としての見せしめであり、丸刈りにされた女性がナチの被害者であることに対し、フランスの丸刈り禍の女性は長く犯罪者扱いされた。
アイルランドで、18世紀に開設され、1996年まで存在していた「マグダレン洗濯所(en:Magdalene asylum)」（マグダレン修道院）は、宗教的・慣習的に性的不道徳・不名誉という烙印を押された女性が強制的に収容され、のちに国家的関与があったとして、首相が謝罪することになった人権蹂躙にあたる抑圧的暴力の中には、収容に際して「丸刈り」にされたことも含まれていた。その様子はノンフィクション作品『マグダレンの祈り』にも描かれている。

## 各地域における丸刈り

### 日本

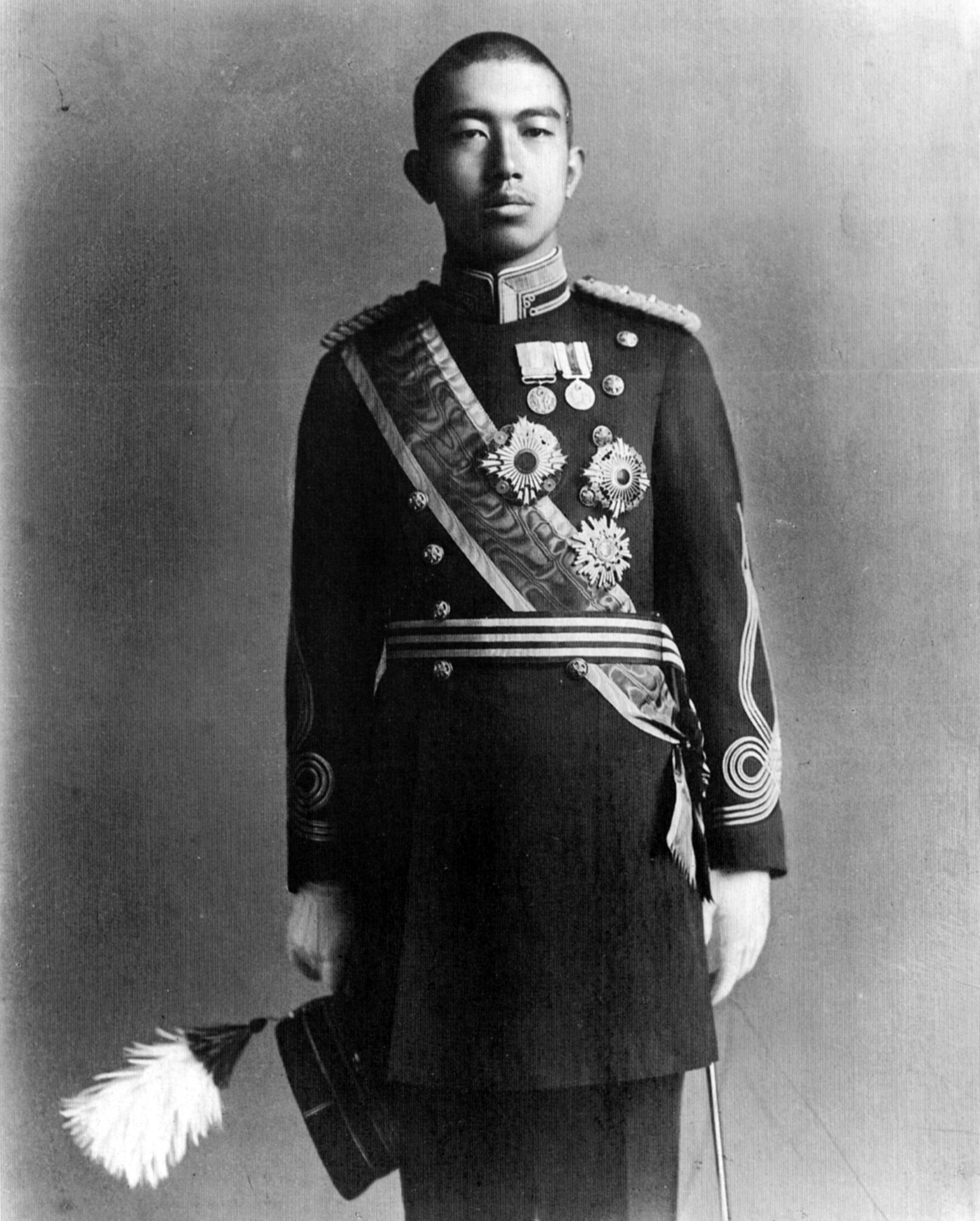
満18歳を迎え成年式が執り行われる1919年、親王当時の昭和天皇。以後は髪を伸ばす

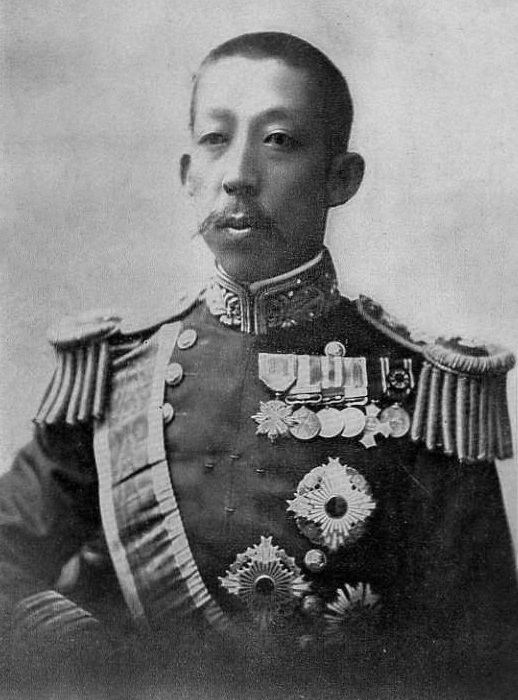
海軍士官である伏見宮博恭王

明治維新後の1871年9月23日（明治4年8月9日）に散髪脱刀令が布告され、髷を結わなくても良いことになった。また、バリカンの輸入によって丸刈りという新しいスタイルが誕生し、認知されるようになった。さらに1873年（明治6年）に徴兵令が公布されると、軍人の髪型である丸刈りが国民に定着していくこととなった。
大日本帝国陸軍では軍規によって将校（士官）・准士官も兵も丸刈りが基本であったのに対し、大日本帝国海軍では准士官以上の階級では原則自由として長髪が許されていた。しかしながら、海軍でも多数派である艦艇勤務や陸戦隊の士官・准士官は丸刈りが基本であり、一方で陸軍でも外国公館附の駐在武官・留学者・私服捜査も行う憲兵（下士官兵を含む）・特務機関や中野学校の諜報員・その他一般軍人でも西竹一など一部将校は長髪であった。なお、これら戦前中の日本社会や日本軍における長髪の定義は戦後現代と大きく異なっており、丸刈り以外の髪型はすべて長髪とされていたことに注意を要する。陸海軍ともに下士官兵は原則丸刈りであり（陸軍の憲兵を除く）、これは陸士・航士・陸経、海兵・海機・海経といったいわゆる士官学校の士官候補生・生徒も同様である。
戦時体制下においては、一般国民も兵士同様の振る舞いと心構えが要求されるようになり、丸刈りの男子はさらに増加した。その後、太平洋戦争敗戦により軍隊が解体されると、成人男性における髪型の規制は基本的に消滅した。
誰かに対して大きな過失を負わせたり、迷惑をかけてしまった場合や、公約を達成できなかった場合、“頭を丸める”という自省の意味で丸刈りにする行為が見られる。例としては、2008年北京オリンピックの野球における予選リーグ初戦・キューバ戦の敗戦を受け、ダルビッシュ有、田中将大、川﨑宗則及び阿部慎之助が、「気合を入れなおす」という目的で相次いで頭を丸めた。2009年、宮根誠司は東京マラソンにおいて4時間30分以内で走る約束を果たすことができず、生放送の『情報ライブ ミヤネ屋』で公開丸刈りになった。2013年、日本のアイドルグループ・AKB48の峯岸みなみが、週刊誌で熱愛疑惑を報じられたことに謝罪して丸刈りとなった。丸刈りで謝罪した理由について峯岸は「謝意を目に見える形で伝える方法として浮かんだのが『坊主頭』だった」と後のインタビューに於いて語った。この出来事は、海外でも報道され、「日本においては謝罪の意味での丸刈りがある」との解説がされたり、「異様に映る」とコメントされているものもあった。

#### 教育関係
学校教育の場においても、大正期に男子学生・生徒の制服が軍服に倣った学生服が標準となり、その流れの中で軍人と同様に男子の髪型は丸刈りが基本とされた。また初等教育の児童の髪型は丸刈りと坊ちゃん刈りの2種類しか無く、農村や都市の庶民層では丸刈りを選択する男子がほとんどであった。
1960年代の後半には高校の大半でも長髪が認められるようになり、丸刈りの強制は中学校にのみ残存することとなる。
地域によっても事情が大きく異なるが、1990年代初頭までは「服装の乱れ防止」という名目で、男子生徒に対する丸刈りを校則で強制する中学校も多かった。元々髪型の指導がない学校が「非行防止に効果がある」と丸刈り強制に転じた学校もあった。その中学校においても都市部を中心として頭髪の自由化は徐々に進行し、現在では長髪を認めない学校はごく一部となっている。
神戸市は都市部として最後まで中学校での丸刈りを堅持しようとする姿勢で有名だったが、校則での丸刈り強制を人権問題と考える弁護士も介入し、丸刈りを強制する中学校はなくなった。ただし、なおつい最近まで丸刈りを指定する学校は存在した。鹿児島県では公立中学校の1/3あまりが採用しており、奄美群島に偏在していたが、2013年を持って鹿児島県内の全ての学校で丸刈り校則は撤廃された。。
警察学校の男性初任科生に対しても課せられていたが、外出の際は背広着用が義務である彼らがこの髪型にすると威圧感・周囲との違和感がありありと出る（暴力団員と見分けがつかない）ため、“端正な髪型”に緩和された。
また、学校におけるスポーツ関係の部活動、中でも高校野球（硬式）では坊主頭を強制される事例があり、頭髪が長いと入部が認められない場合もある。これは僧侶並とまではいかないものの淫行や飲酒、盗難などの不祥事に特に厳しい日本高校野球連盟の事情もあると思われる。
かつては1993年のJリーグ発足により長髪を容認する文化をもつサッカーや漫画「SLAM DUNK」の影響でバスケットボールの人気がそれぞれ高まったことで野球部員が減るのでは無いかという危機感から、丸刈りの強制を中止する野球部が見られたこともあった。その後はサッカー人気が薄れたことや野球の人気回復もあり、再び丸刈りにする高校球児が多く見受けられるようになった。2020年代に入ると、スポーツ刈り以上の長めの髪型も認めるなど、丸刈りの強制を廃止する高校が増えており、日本高校野球連盟が2023年6月に加盟校（3818校）に対して行った調査では丸刈りを強制としている高校は全体の3割弱（1000校）にまで減少している。
高校サッカー界においては、戦後最多タイの選手権優勝回数を誇る国見高校が、小嶺忠敏元監督の影響もあって丸刈りが入部条件となっている。
2019年4月5日、安倍内閣は、教員が児童や生徒の頭髪をバリカンで刈るなどの散髪を強制する行為は、懲戒のためか校則に従わせるためかにかかわりなく体罰に該当する場合があるとする政府答弁書を閣議決定した。

#### 在監関係
刑務所・少年院の男性受刑者においては、原型刈、前5分刈、中髪刈が認められているが、ほぼ丸刈が画一的に課せられる。この方針はトランスジェンダーなどに対しても適用される。
2020年代においては、弁護士会などが髪型を選べない現状は人権侵害に当たるとして、法務大臣や各刑務所所長あてに勧告書を出したことがある。
一方で大抵の場合、死刑囚（男女問わず）や女子受刑者は髪型が自由で、収監時に染髪されている状態だった場合はそのままでいることが黙認されている。2005年に改正された法律により「受刑者に対する意に反する調髪は衛生上の必要性を除く調髪をする必要は無い」とされているものの、「衛生上の必要」という名目で男子に対して丸刈りが強制されている。

#### 一般的な丸刈りの長さの基準
一口に丸刈りと言っても、その長さの基準は様々である。丸刈りの長さを表すのに、関東地方では分・厘、近畿地方では枚（バリカンに取り付けるスペーサーの枚数に由来）を用いることが多い。分や厘は尺貫法が基本であるが、例えば尺貫法の「5分」は15.15mmだが「5分刈り」では9mmとなるなど、必ずしも対応していない。バリカンの刈り高さのミリ数が機種により異なり、店によって多少の解釈の違いがある。また、バリカンに付属しているアタッチメントを使用せずに丸刈りにした場合は0.5mmの二厘刈りとなるが、一般的に五厘刈りと呼ばれている。
関東地方
- 1厘刈り：0.3mm
- 2厘刈り：0.5mm
- 3厘刈り：1mm
- 5厘刈り：1.5～2mm
- 1分刈り：3mm
- 3分刈り：6mm
- 5分刈り：9mm
- 7分刈り：12～13mm
- 9分刈り：15～16mm

身体尺度考で指の太さを基にしている単位に「き（伎）」、「ふせ（伏）」があり、1.89cmとしている。その半分（5分）が約9mmとなる。1分を尺間法と同じく約3mmとし、1分と5分との中間の3分は6mmと見ていたと推定できる。
近畿地方
- 5厘刈り　：刃なし
- 1枚刈り　：2mm
- 1枚半刈り：3mm
- 2枚刈り　：5mm
- 3枚刈り　：8mm
- 4枚刈り　：11mm
- 5枚刈り　：14mm

ここから、スペーサーは1枚が厚さ2ミリであると分かる。
剃髪
バリカンではなく剃刀で剃り上げたスタイル。僧侶以外にも高齢者や暴力団関係者などに多く見られる髪型である。特殊な例としてはスポーツ選手、例えば水泳選手が練習・競技後のシャンプーを楽にする目的として、ボクシング選手が計量検査の体重超過を回避する目的で剃髪することもある。その他、飲食店や工場の現場で働く人、自由業者や芸能人などにも散見されるが、特異な髪型で非常に目立ち、周囲に威圧感を与えることもあるため、学校や組織によっては禁止されていることもある（日本の警察学校でも1990年代以降はスポーツ刈りまでに留めることになった）。

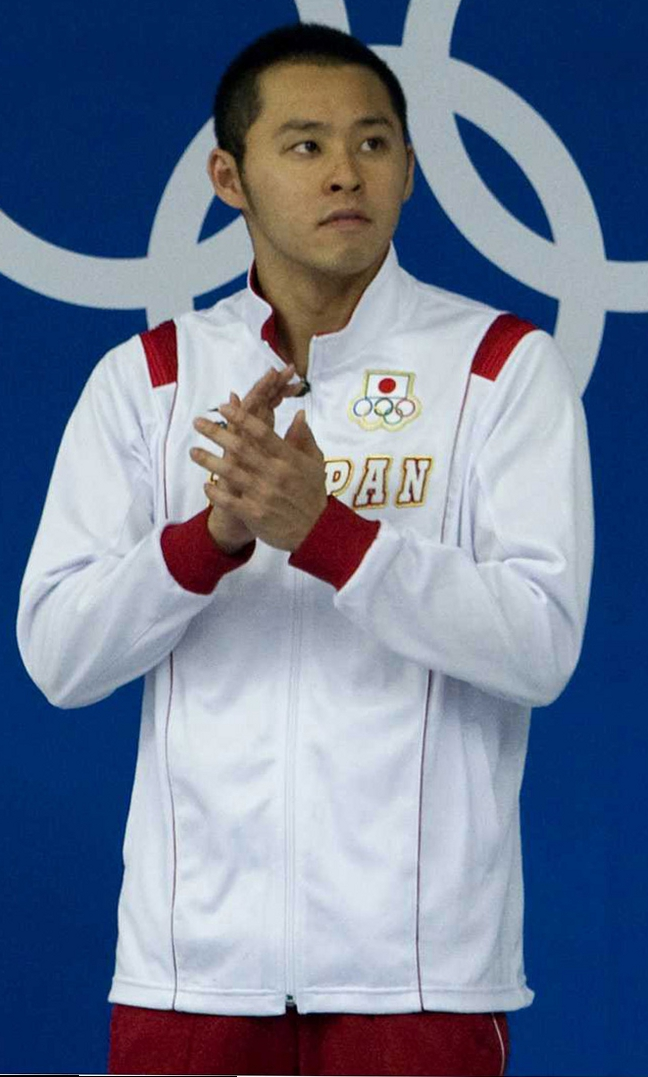
水泳選手の北島康介も丸刈りにしている

英語では通常シェイブドヘッドと呼ばれるが、ネオナチなど政治的、反社会的な意志の表明として剃髪した者のことを特に「スキンヘッド」と呼ぶ。日本では単に剃りあげた頭髪のことをスキンヘッドと呼ぶことも多いが、英語での用法とは異なる。

### 韓国
韓国では、政治家や活動家が用いる一般的な政治パフォーマンスの一つとなっている。

### アフリカ
アフリカの男性は縮毛の特徴から短く整えていることが多く、シンプルな丸刈りにしている人が多いといわれている。ウガンダの一部の学校の校則には「男子生徒は髪の毛をバリカンで短く刈り上げること」とされている例もある。